# Harry Halbreich
Harry Halbreich (Berlín, 9 de febrero de 1931-Uccle, 27 de junio de 2016) fue un musicólogo de origen alemán, que escribió, entre otras, obras (biografías, estudios) sobre Messiaen, Arthur Honegger y Bohuslav Martinu. Sobre estos dos últimos, ha sido el primero en crear un catálogo de obras, que llevan sus iniciales (HH) seguidas de un número (Ej. HH o H 276). 
Halbreich fue uno de los conocedores más sagaces de la música de nuestro tiempo. Ha sido alumno de Messiaen en el Conservatorio de París y Director artístico del Festival de música de Royan, hasta su jubilación fue profesor de análisis musical en el Conservatorio Real de Música de Mons.

## Refenrencias
1. ↑  Mort d’Harry Halbreich, musicologue belge

- Datos: Q512507
- Multimedia: Harry Halbreich / Q512507